# بشنك
بشنك بن كيكافوس بن كيكاووس بن هوشنغ هو أحد شخصيات الشاهنامة، وهو أحد الشخصيات الملكية القديمة في السلالة، وهو جد لهراسب والد كشتسب(المعروف ببيشتاسب) وهو من أتباع زرادشت الأوائل.
وبشنك أيضا شخصية اسطورة في الشاهنامة.

## العائلة

### نسب لهراسب حفيده
1. بشنك
2. فَرَفْشَت هو ابن بشنك
3. بَهْرام هو ابن فرَفْشَت
4. هُرَسَب (لهراسب) هو ابن بَهْرام

## أشياء أخرى